# Verőce, Madžarska
Verőce je vas na Madžarskem, ki upravno spada pod podregijo Váci Županije Pešta.